# 井上貫道
井上 貫道（いのうえ かんどう、1944年3月25日−）は、日本の曹洞宗の僧侶。準師家、静岡県掛川市少林寺 (掛川市)東堂。号は魯山。

## 略歴
1944年、静岡県浜松市生まれ。井上義衍の五男。1953年に得度。曹洞宗準師家、現在、少林寺東堂。
福井県小浜市発心寺専門僧堂を皮切りに大本山総持寺特別専門僧堂送行後、袋井市可睡斎維那を長年務める。
少林寺24世中興開山。浜松市南区弘誓寺並びに菊川市中内田長福寺元兼務。
研鑚を続け後に３０代に義衍老師病床時に印可証明を受けたか定かではない。現在確認は出来てない。
東京、静岡、関西、岡山など全国各地の坐禅会に指導に回っている。

## 著作
- 『げんにーび　正法眼蔵現成公案提唱』
- 『少林寺史』

## 監修本
- 真実、悟り、修行とは１、２